# Maia Mitchell
Ne doit pas être confondu avec Maria Mitchell.
Pour les articles homonymes, voir Mitchell.
Maia Mitchell est une actrice australienne née le 18 août 1993 à Lismore (Nouvelle-Galles du Sud). Elle est notamment connue pour son rôle de Callie Adams Foster dans les séries télévisées américaine The Fosters (2013-2018) et dans la série dérivée, Good Trouble (depuis 2019) ainsi que dans le rôle de McKenzie « Mack » dans les téléfilms Teen Beach Movie et Teen Beach 2 de Disney Channel.

## Biographie
Son père, Alex, est chauffeur de taxi et sa mère, Jill, travaille dans le système éducatif. Elle a un petit frère nommé Charlie.
Elle apprend à jouer de la guitare très jeune et a été élève au Trinity Catholic College de Lismore.
Elle réside actuellement à Los Angeles, en Californie.

### Carrière

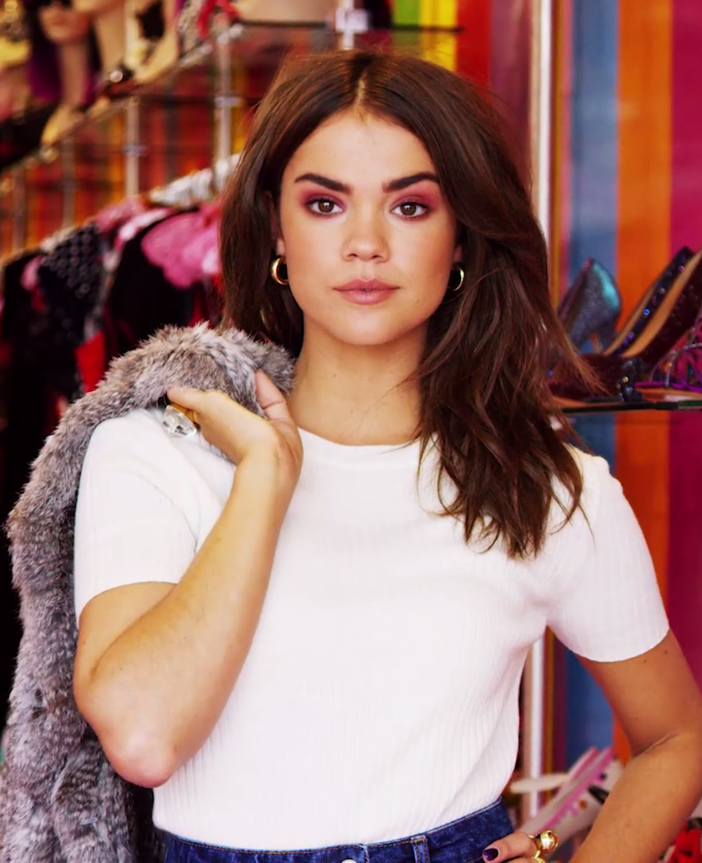
Maia Mitchell pour le magazine Seventeen en 2015.

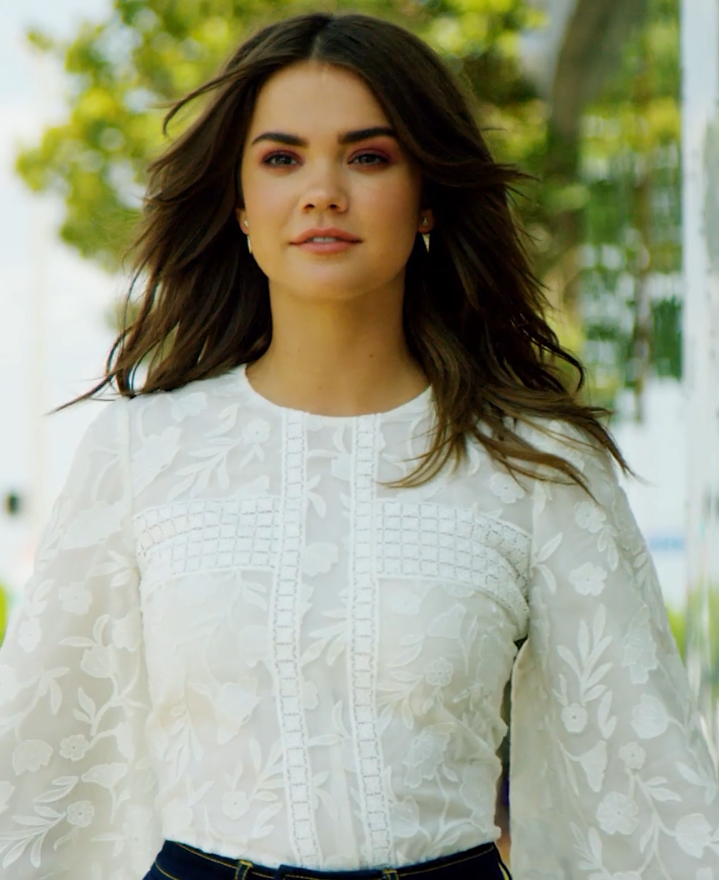
Maia Mitchell pour Seventeen en 2015.

En 2013, elle obtient le rôle de McKenzie « Mack » dans le téléfilm Disney Channel Original Movie, Teen Beach Movie et Teen Beach 2 aux côtés de Ross Lynch, Jordan Fisher et Ross Butler.
En août 2013, elle rejoint le casting principal de la série télévisée The Fosters produite par Jennifer Lopez dans le rôle de Callie Adams Foster. La série est diffusée entre le 3 juin 2013 et le 6 juin 2018 sur ABC Family / Freeform. Pour ce rôle, elle sera nommée plusieurs fois dans la catégorie « Meilleure actrice dans une série télévisée dramatique » et « Meilleure actrice de séries télévisées de l'été » lors de la cérémonie des Teen Choice Awards.
Le 3 janvier 2018, la chaîne Freeform annonce qu'elle sera au casting principal de Good Trouble, la série dérivée de The Fosters durant lequel, elle reprend le rôle de Callie Adams Foster. La série est diffusée depuis le 8 janvier 2019 sur Freeform. Elle produit également la série avec sa co-star Cierra Ramirez et Jennifer Lopez,.
En juin 2018, Netflix annonce avoir fait l’acquisition de la comédie romantique, The Last Summer de William Bindley où elle joue aux côtés de K. J. Apa et Tyler Posey. Le film est disponible depuis le 2 mai 2019 sur Netflix,.

### Vie privée
Maia Mitchell se met en couple avec l'acteur et musicien Rudy Mancuso en 2015. Ils se séparent en 2021.

## Filmographie

### Cinéma

#### Courts métrages
- 2018 : Racist Superman de Rudy Mancuso : la serveuse
- 2018 : Talk About It de Susana Matos : la fille
- 2018 : Strobe de Taylor Cohen : Fin

#### Longs métrages
- 2013 : The Philosophers de John Huddles : Beatrice
- 2017 : Hot Summer Nights de Elijah Bynum : Amy
- 2018 : Never Goin' Back de Augustine Frizzell : Angela
- 2019 : The Last Summer de William Bindley : Phoebe
- 2022 : No way out d'Azi Rahman : Tessa
- 2023 : Nos Soirées Gâteau-bar de Trish Sie : Liz
- 2024 : Family Secrets de Malik Vitthal
- 2025 : Until Dawn : La Mort sans fin (Until Dawn) de David F. Sandberg : Melanie Paul

### Télévision

#### Séries télévisées
- 2006-2007 : Morte de honte ! : Brittany Flune (26 épisodes)
- 2008-2009 : Trapped : Natasha Hamilton (26 épisodes)
- 2009 : K-9 : Taphony (saison 1 épisode 20 : Taphony et la boucle du temps)
- 2011 : Castaway (en) : Natasha Hamilton (15 épisodes)
- 2013-2014 : Jessie : Shaylee Michaels (2 épisodes)
- 2013-2018 : The Fosters : Callie Adams Foster (rôle principal - 104 épisodes)
- 2016-2018 : La Garde du Roi lion : Jasiri (animation, voix - 4 épisodes)
- 2019-2022 : Good Trouble : Callie Adams Foster (rôle principal - également productrice déléguée)
- 2023 : Le Renard : Prince des voleurs (The Artful Dodger) : Lady Belle Fox

#### Téléfilms
- 2012 : Zombies and Cheerleaders : Addison
- 2013 : Teen Beach Movie : Mackenzie « Mack » Fox
- 2015 : Teen Beach 2 : Mackenzie « Mack » Fox

Clips
- 2019 : I Wish de Hayley Kiyoko

##### Doublage
- 2014 : Jake and the Never Land Pirates de Bobs Gannaway : Wendy Darling

## Discographie
- 2013 : Oxygen ; Teen Beach Movie
- 2013 : Like me ; Teen Beach Movie

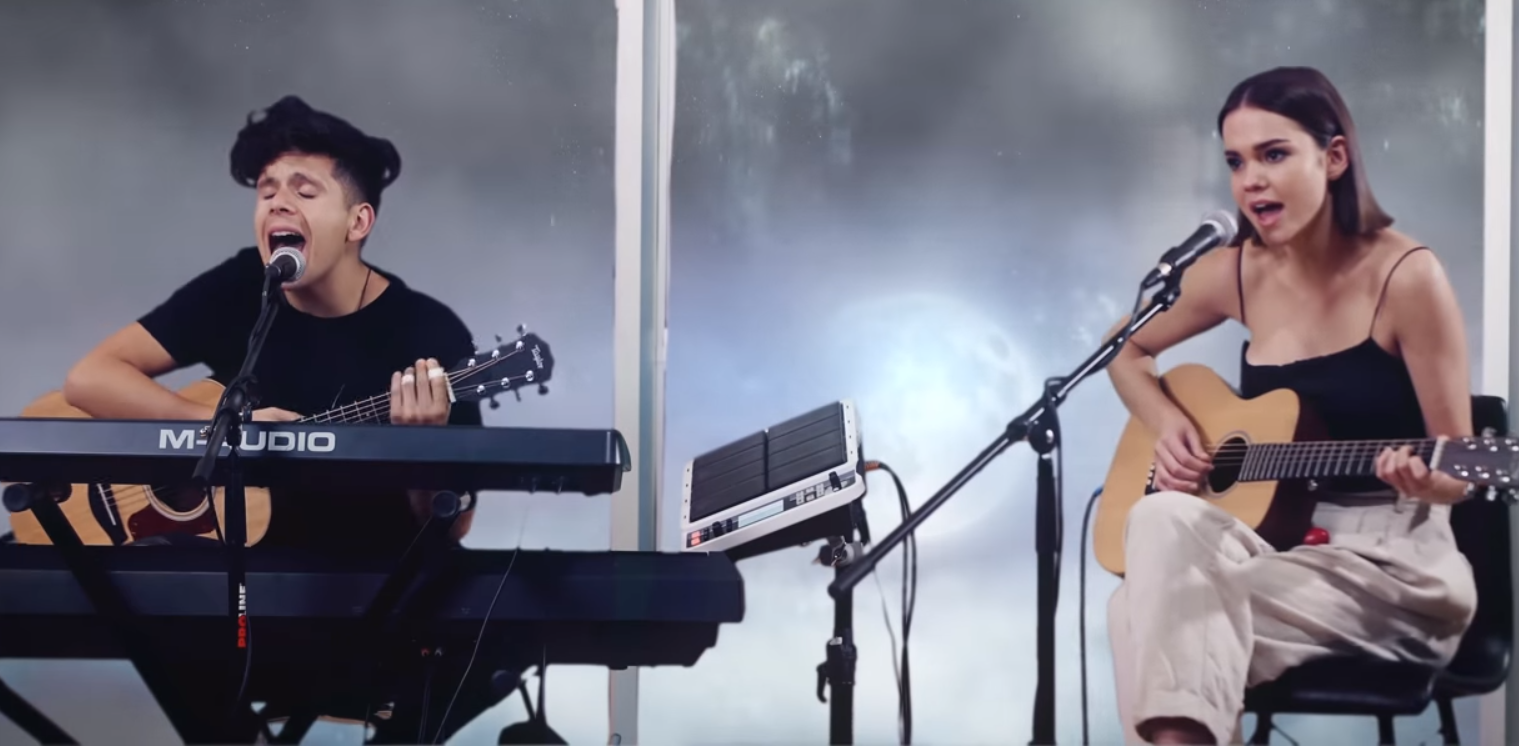
Rudy Mancuso & Maia Mitchell chantent Magic en 2018.

- 2013 : Meant to be ; Teen Beach Movie
- 2013 : Can't stop singing ; Teen Beach Movie
- 2013 : Surf's up ; Teen Beach Movie
- 2015 : Best summer ever ; Teen Beach 2
- 2015 : Twist Your From Upside Down ; Teen Beach 2
- 2015 : Silven screen ; Teen Beach 2
- 2015 : Gotta be me ; Teen Beach 2
- 2015 : Meant to be (reprise) ; Teen Beach 2
- 2015 : That's How we do ; Teen Beach 2
- 2018 : Magic

## Voix francophones
En France
- Adeline Chetail[14] dans :
  - The Fosters (série télévisée)
  - The Last Summer
  - Good Trouble (série télévisée)
  - Nos soirées gâteaux-bar (en)
  - Le Renard : Prince des voleurs (série télévisée)
  - Until Dawn : La Mort sans fin

- Nancy Philippot dans (les téléfilms) :
  - Teen Beach Movie
  - Teen Beach 2

Et aussi
- Jessica Barrier dans Morte de honte ![14] (série télévisée)
- Mélina Mariale dans La Garde du Roi lion (voix)

Au Québec
- Ludivine Reding dans Les Foster (série télévisée)

## Distinctions
| Année | Cérémonie                            | Catégorie                                   | Travail Récompensé                       | Résultat   |
| ----- | ------------------------------------ | ------------------------------------------- | ---------------------------------------- | ---------- |
| 2013  | 15e cérémonie des Teen Choice Awards | Meilleure actrice de l'été sur le câble     | The Fosters                              | Nomination |
| 2014  | 16e cérémonie des Teen Choice Awards | Meilleure actrice dans une série dramatique | The Fosters                              | Nomination |
| 2015  | 17e cérémonie des Teen Choice Awards | Meilleure actrice dans une série dramatique | The Fosters                              | Nomination |
| 2015  | 17e cérémonie des Teen Choice Awards | Meilleure actrice de l'été                  | Teen Beach 2                             | Nomination |
| 2015  | 17e cérémonie des Teen Choice Awards | Meilleure chanson d'un film ou d'une série  | Gotta Be Me - le casting de Teen Beach 2 | Nomination |
| 2016  | 18e cérémonie des Teen Choice Awards | Meilleure actrice dans une série dramatique | The Fosters                              | Nomination |
| 2017  | 19e cérémonie des Teen Choice Awards | Meilleure actrice de l'été                  | The Fosters                              | Nomination |
| 2018  | 20e cérémonie des Teen Choice Awards | Meilleure actrice dans une série dramatique | The Fosters                              | Nomination |
| 2019  | 21e cérémonie des Teen Choice Awards | Meilleure actrice dans une série dramatique | Good Trouble                             | Nomination |
| 2019  | 21e cérémonie des Teen Choice Awards | Meilleure actrice de l'été                  | The Last Summer                          | Nomination |